# Tittelbach.tv
Tittelbach.tv (Unterzeile:  Kritik – Analyse – Erlebnis, zuvor Der Fernsehfilm-Beobachter) ist eine Website, die Kritiken über deutsche Fernsehfilme, Mehrteiler, Krimireihen und Serien veröffentlicht. Betreiber und Hauptautor ist der Journalist und Fernsehkritiker Rainer Tittelbach. Er gründete die Website 2009 mit dem Anspruch der „Wiederbelebung anspruchsvoller Fernsehkritik“. Monatlich werden bis zu 200 Besprechungen von TV-Premieren und wichtigen Wiederholungen meist drei bis vier Wochen vor der Ausstrahlung veröffentlicht. Mehrere Tausend Kritiken sind frei abrufbar. Tittelbach.tv finanziert sich aus Spenden und Werbeeinnahmen.

## Autoren
Rainer Tittelbach (* 12. Februar 1958 in Düsseldorf), Sohn des aus Lipine in Oberschlesien stammenden Ökonomen und Vorstandssprechers der Erlau AG Ernst Emil Tittelbach und seiner Frau Gisela Tittelbach, geborene Wittig, wuchs als jüngstes von vier Geschwistern in Aalen auf. Das Studium der Theater-, Film- und Fernsehwissenschaft an der Universität zu Köln schloss er als Magister ab. Von 1990 bis 1993 war er Medienredakteur bei der Welt, seit 1994 ist er als freier Journalist tätig. Seit 1992 gehört Tittelbach zum Kreis der Juroren des Grimme-Preises, seit 2008 ist er zudem ehrenamtlicher Prüfer der Freiwilligen Selbstkontrolle Fernsehen (FSF).
Gastautoren sind seit 2012 die Journalisten, Kritiker und Grimme-Juroren Volker Bergmeister, Thomas Gehringer und Tilmann P. Gangloff. Weitere Gastautoren sind oder waren Martina Kalweit, Harald Keller, Sophie Charlotte Rieger, Klaudia Wick, Gϊti Hatef-Rossa und Katharina Zeckau.

## Bewertungssystem
Auf tittelbach.tv wurde Stand 1. November 2023 für die besprochenen Filme ein Bewertungssystem mit maximal sechs zu erreichenden Sternen verwendet.

## Auszeichnungen
Tittelbach.tv war 2011 als „Fundgrube für deutsches Qualitätsfernsehen“ für den Grimme Online Award nominiert und wurde 2013 mit dem Bert-Donnepp-Preis für Medienpublizistik ausgezeichnet.